# Cantonul Joué-lès-Tours-Nord
Cantonul Joué-lès-Tours-Nord este un canton din arondismentul Tours, departamentul Indre-et-Loire, regiunea Centru, Franța.